# Sun Air of Scandinavia
Sun Air od Scandinavia – duńska regionalna linia lotnicza z siedzibą w Billund. Obsługuje linie lotnicze British Airways.